# 順其自然的日子
《順其自然的日子》是由志村貴子所創作的日本漫畫短篇集，2002年至2004年期間連載於太田出版旗下雙月刊漫畫雜誌《Manga Erotics F》。改編動畫電影於2020年10月23日上映。

## 出版書籍

### 原版
| 卷數 | 太田出版       | 太田出版           |
| 卷數 | 發售日期       | ISBN               |
| ---- | -------------- | ------------------ |
| 1    | 2002年12月12日 | ISBN 4-87233-725-5 |
| 2    | 2004年5月9日   | ISBN 4-87233-842-1 |

### 新裝版
| 卷數 | 太田出版      | 太田出版             |
| 卷數 | 發售日期      | ISBN                 |
| ---- | ------------- | -------------------- |
| 粉紅 | 2015年4月14日 | ISBN 978-477832249-6 |
| 綠   | 2015年4月14日 | ISBN 978-477832250-2 |

## 動畫電影
《順其自然的日子》的改編動畫電影於2020年10月23日於日本上映，同年12月18日於台灣上映。原定2020年5月8日上映，因嚴重特殊傳染性肺炎疫情關係而延期。故事改編自原著其中4篇短篇漫畫。佐藤卓哉執導，演出為有富與二，導演佐藤、井出安軌、富田賴子擔任編劇，佐川遙負責人物設定，動畫製作公司為LIDENFILMS京都工作室。

### 角色列表
- 小悅：花澤香菜
- 綾小姐：小松未可子
- 澤老師：櫻井孝宏
- 矢崎：山下誠一郎
- 小新：木戶衣吹
- 美香：石原夏織
- 小夜子：菲魯茲·藍
- 百合：早見沙織
- 田邊：島崎信長
- 賴子：田村睦心
- 小新父：天崎滉平
- 小新母：白石涼子

### 製作

#### 創作經緯
電影製作人之一寺田悠輔指他在讀了原著的2015年新裝版後，有感故事「十分有現在的感覺」，雖為2002年出版的漫畫，卻不讓人覺得老舊。他認為志村貴子的作品有以不先入為主的角度看人際關係和戀愛的特徵，在其中《順其自然的日子》就更加沒有成見了，於是選擇了該作品來改編。另一名製作人宮井梨江則是在寺田的介紹下首次閱讀志村貴子的作品。宮井留意到漫畫雖然少有說明角色心境，但仍能自然地推進故事，讓常閱讀少女漫畫的她「受到衝擊」。她又指LIDENFILMS經手的作品常有深夜動畫的印象，因此《順其自然的日子》對公司來說是新嘗試。這次是寺田跟導演佐藤卓哉繼《牽牛花與加瀨同學》、《時光沙漏fragtime》後的第3次合作。
原作者志村貴子在2018年秋季收到電影化的委托。
製作組在原著中挑選了〈小悅和綾小姐〉、〈澤老師和矢崎〉、〈小新和小夜子〉和〈美香和小新〉4篇短篇漫畫來改編為電影。寺田指由於片長已定，所以能夠改編的短篇漫畫大概就3至4篇左右。在這幾篇故事中，他認為有必要存在一個共通主題，然後想出「回憶起雖然現在已經不在身邊，但是曾經很親近的那個人」這個主題，因而挑選了這4篇短篇漫畫。

#### 選角、配音
由於電影並非深夜動畫，所以希望在演技上比較自然。製作組先對挑選一些可能的候選聲優，再進行錄音甄選。〈小悅和綾小姐〉的花澤香菜和小松未可子在錄音甄選階段表現很好，寺田和宮井很快就達成共識。〈澤老師和矢崎〉的櫻井孝宏和山下誠一郎則是導演佐藤建議的人選；其中櫻井曾飾演《啟航吧！編舟計畫》的男主角，這部作品的系列構成是佐藤。至於〈小新和小夜子〉和〈美香和小新〉，兩名製作人聽了很多錄音，在不同候選人之間猶疑不決，最終還是決定自然演技為基準，挑選了木戶衣吹、石原夏織和菲魯茲·藍。在錄音時，也是貫徹自然演技的方針，禁止使用動畫常用以吐息展現的演技。

#### 音樂
電影主題曲《模仿》（モノマネ）和全片配樂，合共23首樂曲均由搖滾樂隊CreepHyp（クリープハイプ）負責，為CreepHyp首次為電影作品配樂。最初製作組打算只委托CreepHyp電影配樂的部份，但CreepHyp主音尾崎世界觀表示也想做主題曲，在跟CreepHyp的唱片公司環球音樂協調後得以成事。導演佐藤兼任音響監督；製作人寺田也兼任音樂製作人，這是寺田繼《神推偶像登上武道館我就死而無憾》之後第2次擔任音樂製作人。配樂的製作流程上，會先由導演指定音樂時長和配樂氛圍，再跟尾崎開會商討；有一些樂曲的要求會精準至秒為單位。主題曲方面，其副歌的旋律原本是用於特報宣傳影片的曲目。

### 宣傳
2019年11月20日，宣布《順其自然的日子》將會改編為動畫電影，並將於2020年初夏上映的消息；同時公開了由志村描畫的預告視覺圖、特報宣傳影片、場景照片，以及製作人員名單。2020年2月14日，宣布上映日期為5月8日，並公布聲演7名主要角色的聲優。4月9日，宣布延期。8月18日，宣布新上映日為10月23日。
電影上映設有觀影贈品，為由志村描畫、講述電影故事後一段小故事的漫畫小冊子，數量有限。有多種版本，分別為上映第一星期贈送的〈小悅和綾小姐〉、上映第二星期的〈澤老師和矢崎〉和上映第三星期的〈小新和美香和小夜子〉。

### BD/DVD
電影的BD/DVD於2021年3月17日發售。

## 外部連結
- 電影官方網站 （页面存档备份，存于）（日語）
- 電影的X（前Twitter）（日語）